# Raymond de Dalmas
Raymond Comte de Dalmas (Parigi, 5 febbraio 1862 – Parigi, 4 febbraio 1930) è stato un ornitologo, aracnologo e nobile francese.

## Biografia
Ricco nobile di famiglia, poté permettersi diverse collezioni di uccelli, fra cui quella dell'ornitologo Eugene André che lui stesso aveva commissionato.
Nel corso di vari viaggi fra il 1893 e il 1897 nei Caraibi, in Venezuela, nel Mediterraneo e in America centrale, accompagnato dal biologo marino Jan Versluys e dal naturalista Francesco di Schaeck (1866-1940), contribuì lui stesso ad arricchire queste collezioni.
Parti di queste collezioni sono tuttora visibili nei musei di Monaco di Baviera (allo Zoologische Staatssammlung) e di Tring (Rothschild-Museum). Pubblicò dei lavori in campo ornitologico sugli uccelli tropicali e articoli nei bollettici ornitologici inglesi e francesi dell'epoca.
Il suo mecenatismo nel ramo fece sì che diverse specie di invertebrati portino il suo nome o quello di sua moglie Emilie. In seguito si appassionò all'aracnologia e all'entomologia. Nel 1918 diede alle stampe una revisione della famiglia Prodidomidae e dal 1917 al 1922 cospicui lavori sulla famiglia Gnaphosidae.
Sposato con tre figlie, era anche un appassionato giocatore di scacchi e fotografo.

## Taxa descritti
- Stiphidiidae Dalmas, 1917, famiglia di ragni
- Anzacia Dalmas, 1919, genere di ragni della famiglia Gnaphosidae
- Berlandina Dalmas, 1922, genere di ragni della famiglia Gnaphosidae
- Gohia Dalmas, 1917, genere di ragni della famiglia Desidae
- Heteroonops Dalmas, 1916, genere di ragni della famiglia Oonopidae
- Hypodrassodes Dalmas, 1919, genere di ragni della famiglia Gnaphosidae
- Laperousea Dalmas, 1917, genere di ragni della famiglia Linyphiidae
- Matachia Dalmas, 1917, genere di ragni della famiglia Desidae
- Microdrassus Dalmas, 1919, genere di ragni della famiglia Gnaphosidae
- Minosia Dalmas, 1921, genere di ragni della famiglia Gnaphosidae
- Minosiella Dalmas, 1921, genere di ragni della famiglia Gnaphosidae
- Nomisia Dalmas, 1921, genere di ragni della famiglia Gnaphosidae
- Paramatachia Dalmas, 1917, genere di ragni della famiglia Desidae
- Prodida Dalmas, 1919, genere di ragni della famiglia Prodidomidae
- Pterotrichina Dalmas, 1921, genere di ragni della famiglia Gnaphosidae
- Scotognapha Dalmas, 1920, genere di ragni della famiglia Gnaphosidae
- Smionia Dalmas, 1920, genere di ragni della famiglia Gnaphosidae
- Zimirina Dalmas, 1919, genere di ragni della famiglia Prodidomidae

## Taxa denominati in suo onore
1. Dalmasula Platnick, Szüts & Ubick, 2012, genere di ragni della famiglia Oonopidae
2. Camponotus dalmasi Forel, 1899, imenottero della famiglia Formicidae
3. Hypodrassodes dalmasi Forster, 1979, ragno della famiglia Gnaphosidae
4. Misumenops dalmasi Berland, 1927, ragno della famiglia Thomisidae
5. Mogrus dalmasi Berland & Millot, 1941, ragno della famiglia Salticidae
6. Myrmelachista dalmasi Forel, 1912, imenottero della famiglia Formicidae
7. Neolana dalmasi (Marples, 1959), ragno della famiglia Amphinectidae
8. Orchestina dalmasi Denis, 1956, ragno della famiglia Oonopidae
9. Prodidomus dalmasi Berland, 1919, ragno della famiglia Prodidomidae
10. Pterotricha dalmasi Fage, 1929, ragno della famiglia Gnaphosidae
11. Sertularia dalmasi (Versluys, 1877), idrozoo della famiglia Sertulariidae
12. Thomisus dalmasi Lessert, 1919, ragno della famiglia Thomisidae
13. Walckenaeria dalmasi (Simon, 1914), ragno della famiglia Linyphiidae
14. Xanthodaphne dalmasi (Dautzenberg & Fischer, 1897), gasteropodo della famiglia Raphitomidae
15. Zoroides dalmasi Berland, 1924, ragno della famiglia Miturgidae

## Opere e pubblicazioni
Di seguito l'elenco delle principali opere aracnologiche:
- Dalmas, R. de, 1915 - Capture à Paris d'un Physocyclus simoni f et description d'un Harpactocrates nouveau des Alpes maritimes. Bulletin de la Société Entomologique de France 1915, pp. 303–306.
- Dalmas, R. de (1916). Révision du genre Orchestina E.S., suive de la description de nouvelles espèces du genre Oonops et d'une étude sur les Dictynidae du genre Scotolathys. Annales de la Société Entomologique de France 85: 203-258.
- Dalmas, R. de, 1917a - Araignées de Nouvelle-Zélande. Annales de la Société Entomologique de France vol.86, pp. 317–430 PDF
- Dalmas, R. de (1917b). Trois araignées nouvelles d'Australie. Annales de la Société Entomologique de France 86: 431-436.
- Dalmas, R. de (1918a). Araignée nouvelle d'Australie (Arachn. Psechridae). Bulletin de la Société Entomologique de France 1917: 350-351
- Dalmas, R. de (1918b). Description d'un gnaphosidae nouveau de Tunisie. Bulletin de la Société Entomologique de France 1918: 178-179
- Dalmas, R. de (1919a). Synopsis des araignées de la famille des Prodidomidae. Annales de la Société Entomologique de France 87: 279-340. (N.B.: pp. 279–289 published in 1918, remainder, including all systematic changes, published in 1919)
- Dalmas, R. de, 1919b - Catalogue des araignées du genre Leptodrassus (Gnaphosidae) d'après les matériaux de la collection E. Simon au Museum d'Histoire naturelle. Bulletin du Muséum National d'Histoire Naturelle de Paris 1919, pp. 243–250 PDF
- Dalmas, R. de (1920a). Liste d'araignées de Boudron en Asie Mineure suive d'une étude des espèces méditerranéennes du genre Habrocestum. Annali del Museo Civico di Storia Naturale di Genova 50: 57-69.
- Dalmas, R. de (1920b). Deux nouveaux genres d'araignées de la famille des Gnaphosidae. Bulletin du Muséum National d'Histoire Naturelle de Paris 1920: 119-124.
- Dalmas, R. de, 1921 - Monographie des araignées de la section des Pterotricha (Aran. Gnaphosidae). Annales de la Société Entomologique de France vol.89, pp. 233–328.  PDF
- Dalmas, R. de, 1922 - Catalogue des araignées récoltées par le Marquis G. Doria dans l'ile Giglio (Archipel toscan). Annali del Museo Civico di Storia Naturale di Genova vol.50, pp. 79–96 PDF